# Peperomia vallensis
Peperomia vallensis är en pepparväxtart som beskrevs av Trel. & Yunck.. Peperomia vallensis ingår i släktet peperomior, och familjen pepparväxter. Inga underarter finns listade i Catalogue of Life.